# Disco intervertebral
Un disco intervertebral es cada una de las almohadillas que separan las vértebras de la columna vertebral. Cada uno forma un amortiguamiento cartilaginoso que organiza y permite ligeros movimientos de las vértebras y actúa como un ligamento que las mantiene juntas.

## Anatomía

Vértebras cervicales. Núcleo pulposo (azul claro) y anillo fibroso (azul oscuro) etiquetados arriba a la derecha.

La columna vertebral está formada por 33 vértebras en total: 7 vértebras cervicales, 12 torácicas, 5 lumbares, 5 sacras (que habitualmente están soldadas) y las 4 que forman el cóccix.
Estas vértebras se articulan entre sí a través de las carillas articulares y de los discos intervertebrales; los cuales forman parte del grupo de las articulaciones cartilaginosas secundarias (sínfisis).
El disco intervertebral es una estructura situada entre dos vértebras adyacentes a nivel tanto cervical como dorsal y lumbar. Está compuesto por dos partes:
- Núcleo pulposo (nucleus pulposus): es la parte central, de tipo gelatinosa. Absorbe fuerzas de compresión entre las vértebras

- Anillo fibroso (annulus fibrosus): formado por un anillo externo de colágeno, que rodea a una zona más amplia de fibrocartílago, de forma que limita la rotación entre vértebras.

En un corte horizontal y en una visión lateral: pueden distnguirse los elementos fibrosos y ligamentosos:

### Anexos pilar anterior
- Ligamento longitudinal anterior (desde la base del cráneo a sacro y por la cara anterior de los cuerpos vertebrales).

- Ligamento longitudinal posterior (desde el occipital hasta el coxis y por la cara posterior de los cuerpos vertebrales).

Entre estos dos ligamentos de gran extensión, en cada nivel, la unión queda garantizada por el disco intervertebral. Además, existen numerosos ligamentos anexos al arco posterior que garantizan la unión entre los arcos vertebrales adyacentes:
- Ligamento Amarillo

- Ligamento Interespinoso

- Ligamentos Supraespinoso

- Ligamento Intertransverso

Por último, en las articulaciones cigapofisarias, existen ligamentos potentes capsulares que refuerzan la cápsula.
De este modo, el conjunto de estos ligamentos garantiza una unión extremadamente sólida entre las vértebras, a la par que le confiere al raquis una gran resistencia mecánica. Solo un traumatismo grave, como una caída o una accidente de tráfico, podría romper estas uniones intervertebrales.

### Inervación del disco intervertebral
Los brazos meníngeos del nervio espinal, llamado nervio sinuvertebral recurrente, inervan el espacio alrededor del disco. Este nervio sale desde la raíz dorsal en el ganglio y desde el foramen se divide en una porción mayor ascendente y una menor descendente. El nervio sinuvertebral está formado por una rama comunicante que sale desde varios ganglios cervicales. El anillo está inervado tanto en el hombre como en los animales, pero no el núcleo pulposo. El ligamento longitudinal común anterior recibe inervación aferente desde las raíces dorsales de los ganglios. El ligamento longitudinal común posterior recibe inervación nociceptiva abundante y este nervio inerva a su vez las hojas externas del anillo fibroso desde el nervio recurrente.

## Estructura y composición
La articulación entre dos cuerpos vertebrales adyacentes es una anfiartrosis. Está constituida por las dos mesetas de las vértebras adyacentes unidas entre sí por el disco intervertebral. La estructura de este disco es muy característica. De hecho, consta de dos partes:
- Una parte central, el núcleo pulposo, sustancia gelatinosa que deriva embriológicamente de la cuerda dorsal del embrión. Se trata de una gelatina transparente, compuesta por un 88% de agua y por tanto muy hidrófila, y está químicamente formada por una sustancia fundamental a base de mucopolisacáridos. Se ha identificado en ella sulfato de condroitina mezclado con proteínas, cierto tipo de ácido hialurónico y keratosulfato. Desde el punto de vista histológico, el núcleo contiene fibras colágenas y células de aspecto condrocitario, células conjuntivas y raras aglomeraciones de células cartilaginosas. No hay vasos ni nervios en el interior del núcleo. Sin embargo, el núcleo está tabicado por tractos fibrosos que parten de la periferia.

- Una parte periférica, el anillo fibroso, conformado por una sucesión de capas fibrosas concéntricas, cuya oblicuidad está cruzada cuando se pasa de una capa a la contigua, las fibras son verticales en la periferia y, cuanto más se aproximan al centro, más oblicuas son. De manera que, las más oblicuas son las internas. En el centro, en contacto con el núcleo, las fibras son casi horizontales y describen un largo trayecto helicoidal de una meseta a otra. De este modo, el núcleo se halla encerrado en un compartimento inextensible entre las mesetas vertebrales por arriba y por abajo, y el anillo fibroso. Este anillo constituye un verdadero tejido de fibras, que en el individuo joven impide cualquier exteriorización de la sustancia del núcleo. Este está comprimido en su pequeño compartimento, de tal modo que cuando se secciona el disco horizontalmente se puede apreciar cómo brota la sustancia gelatinosa del núcleo por encima del plano de la sección. Este mismo fenómeno también se puede constatar cuando se realiza un corte sagital de la columna vertebral.

Los discos intervertebrales presentan variaciones según el nivel de la columna en el que estén. Con el grosor de los discos intervertebrales se puede constatar como es el movimiento de cada raquis:
- Raquis cervical: es más estrecho, de 3 mm de grosor. Es el más móvil con una relación de disco-cuerpo de 2/5.

- Raquis lumbar: es el que tiene los discos más gruesos. Su altura es de 9 mm. Es un poco menos móvil que el anterior, con una relación disco-corpórea de 1/3.

- Raquis dorsal: mide 5 mm de grosor. Este es el menos móvil de los tres. Su relación disco-corpórea es de 1/5.

## Biomecánica
En los movimientos de columna vertebral el disco intervertebral, el núcleo pulposo y el anillo fibroso actúan de la siguiente forma:
- En flexión: el disco intervertebral disminuye su grosor en su parte anterior y aumenta en su parte posterior. El núcleo pulposo se desplaza hacia atrás y aumenta la tensión en la parte posterior del anillo fibroso.
- En extensión: el disco intervertebral disminuye su grosor en la parte posterior y aumenta en la parte anterior. El núcleo pulposo se desplaza hacia delante y aumenta la tensión de la parte anterior del anillo fibroso.
- Inclinación vertebral: el disco intervertebral disminuye su espesor en el lado de la concavidad. El núcleo se desplaza hacia la convexidad y aumenta la tensión del anillo fibroso del lado de la convexidad.

## Unidad vertebral funcional
Al conjunto de dos vértebras y sus correspondientes elementos de interconexión se le denomina unidad vertebral funcional o segmento móvil. La porción anterior de esta unidad funcional se compone de dos cuerpos vertebrales superpuestos, el disco intervertebral y los ligamentos longitudinales.
Entre dos cuerpos vertebrales adyacentes existe una articulación tipo anfiartrosis, constituida por las dos caras o mesetas de las vértebras adyacentes, unidas entre sí mediante el disco intervertebral.

## Estructura del disco
Desde un punto de vista fisiológico el disco intervertebral se puede dividir en tres regiones: el núcleo pulposo, el anillo fibroso y las placas de cartílago terminales.

### Núcleo pulposo
El núcleo pulposo se dispone en el centro de todos los discos donde tiene una posición ligeramente posterior. Está formado por una masa gelatinosa de material mucoide muy hidrófilo, con un contenido en agua que oscila entre el 70-90% de agua (máximo en las primeras etapas de la vida y que decrece con la edad [osteoporosis]) y un contenido de colágeno entre 15-20% (mayor en los discos cervicales y menor en los discos lumbares). En esta masa gelatinosa se han identificado mucopolisacáridos (como son el ácido hialurónico, el condroitín-sulfato y el querato-sulfato) unidos a determinadas cadenas polipeptídicas formando proteoglicanos, cuya función principal es absorber y retener agua como una esponja, y algunas células cartilaginosas responsables de su síntesis. Estos proteoglicanos aportan el 65% del peso en seco del núcleo pulposo. En el interior del núcleo no existen vasos ni nervios.

El núcleo pulposo ocupa el 30% al 50% del área total de la sección transversal del disco, siendo mayor el tamaño y la capacidad de aumentar su contenido de agua en las zonas cervical y lumbar. Durante la carga de la columna, el núcleo pulposo actúa hidrostáticamente, constituyendo una especie de almohada entre los cuerpos vertebrales que permite el almacenamiento de energía y la distribución uniforme de la presión. Hay que tener en cuenta que el material nuclear es sólo ligeramente compresible, por lo que una carga compresiva excesiva puede provocar que el disco protruya lateralmente.

### Anillo fibroso
La parte periférica o anillo fibroso consiste en capas concéntricas de fibras de colágeno. Estas fibras tienen una orientación vertical en las capas más externas; por el contrario, las fibras de las capas internas presentan un disposición cada vez más oblicua, siendo esa oblicuidad cruzada en cada capa respecto a la de la capa contigua. Esta arquitectura le permite al disco soportar compresiones, no siendo tan idónea para resistir los cizallamientos. En las zonas de lordosis (cervical y lumbar) el anillo es más grueso en la parte anterior que en la posterior.
El agua es también el principal componente del anillo fibroso y representa el 60-70% de su peso. El colágeno constituye el 50-60% de su peso seco. Los espacios que quedan entre las fibras de colágeno se hallan embebidos de gel de proteoglicanos. En la zona interna el disco limita con las placas terminales de cartílago, mientras que en la parte externa se encuentra unido directamente al tejido óseo de los cuerpos vertebrales.

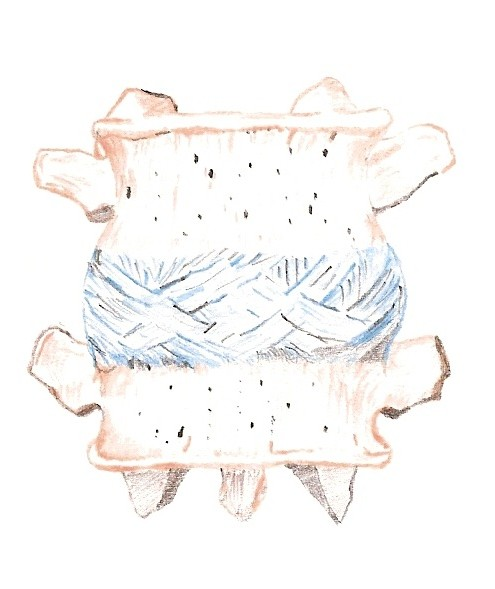
Visión anterior de dos vértebras lumbares: Las fibras externas del anillo fibroso se insertan directamente en el tejido óseo de los cuerpos vertebrales

Desde el punto de vista biológico tanto el núcleo como el anillo fibroso son parecidos: los dos contienen agua, colágeno y proteoglicanos. Las diferencias estriban en las concentraciones relativas de estos componentes y en el tipo de colágeno que predomina en cada uno de ellos. Así, mientras que en el núcleo se encuentran sobre todo fibras de colágeno de tipo II (de naturaleza elástica), en el anillo hay una gran concentración de colágeno tipo I, capaz de soportar tensiones. La degeneración de un disco reduce su contenido de proteoglicanos y por tanto su capacidad hidrofílica. A medida que el disco se deshidrata su elasticidad y su habilidad para almacenar energía y distribuir cargas disminuyen gradualmente; estos cambios hacen que el disco sea más vulnerable a las solicitaciones, lo que terminará repercutiendo en las relaciones articulares interapofisarias.

### Placas terminales cartilaginosas
Las placas terminales cartilaginosas son unas capas de cartílago de aproximadamente 1 mm de espesor que recubren la superficie del cuerpo vertebral hasta el reborde óseo que lo circunda; histológicamente consisten en cartílago hialino y fibroso. Las placas terminales son las responsables de la nutrición del disco por difusión, actuando además como barreras físicas para evitar la intrusión del núcleo pulposo en el hueso trabecular de los cuerpos vertebrales.
Cuando se ejerce una presión importante sobre el eje del raquis, como en la bipedestación, el agua que contiene la sustancia cartilaginosa del núcleo pasa a través de los orificios de la meseta vertebral hacia el centro de los cuerpos vertebrales. Si se mantiene esta presión estática durante todo el día, a última horas de la noche el núcleo estará menos hidratado que al inicio de la mañana.
En bipedestación, las fuerzas de compresión sobre el disco son cada vez más importantes a medida que nos aproximamos al sacro, debido a que el peso que cada disco debe soportar aumenta con la altura suprayacente.
El grosor del disco varía en función de su localización; así, a nivel lumbar mide 9 mm de grosor, a nivel dorsal 5 mm y a nivel cervical 3 mm. Pero lo más importante es la proporción que guarda la altura del disco con la altura del cuerpo vertebral. Esa proporción guarda relación con la movilidad del segmento raquídeo, de forma que cuanto más grande sea la proporción más móvil será el segmento; de ahí que el raquis cervical sea el más móvil con una relación disco-corpórea de 2/5, situándose a continuación el lumbar con una relación 1/3, y por último, el dorsal, el menos móvil con una relación 1/5.

## Comportamiento del disco intervertebral sometido a diferentes cargas

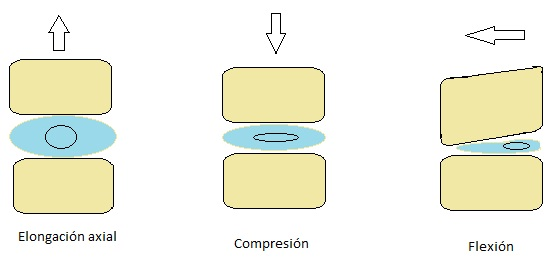
Comportamiento del disco intervertebral: Elongación axial, compresión y flexión.

- Elongación axial: los cuerpos vertebrales se separan, lo que aumenta el grosor del disco y disminuye su anchura, mientras que la tensión de las fibras del anillo aumenta. El núcleo adquiere una forma más esférica. La elongación disminuye la presión interior del núcleo.

- Compresión: Las cargas de compresión son transmitidas de la placa terminal de una vértebra a la placa terminal de la vértebra inferior a través de los elementos intermedios: el núcleo pulposo y el anillo fibroso. Al aplicar la carga se desarrolla, por tanto, una presión en el interior del núcleo que empuja las estructuras circundantes alejándolas del mismo. Esta presión, en definitiva, aplasta y ensancha el disco, aplana el núcleo aumentando su presión interna de manera notable, y empuja radialmente al anillo fibroso.

- Momentos flectores:
  - los momentos flectores de flexión provocan tensiones de tracción en las fibras posteriores del disco y compresión en las fibras anteriores. En la flexión, por tanto, la vértebra superior se desliza hacia delante, el espacio intervertebral disminuye en el borde anterior y el núcleo se desplaza hacia atrás de modo que se sitúa sobre las fibras posteriores del anillo, aumentando la tensión del mismo.
  - los momentos flectores de extensión provocan el efecto contrario: la vértebra superior se desplaza hacia atrás, el espacio intervertebral disminuye hacia atrás y el núcleo se proyecta hacia delante, de modo que se desplaza hacia las fibras anteriores del anillo. En la inflexión lateral la vértebra superior se inclina hacia el lado de la inflexión, por lo que el núcleo se ve desplazado hacia el lado de la convexidad de la curva.

En resumen, en la parte cóncava de la curva el disco estará sometido a compresión, presentado tendencia a protruir y expandirse radialmente, y en la parte convexa estará sometido a tracción y tendrá tendencia a contraerse.
- Torsión: originadas cuando el tronco gira sobre su eje longitudinal respecto a la pelvis. En este movimiento de rotación axial las fibras del anillo cuya oblicuidad se opone al sentido del movimiento de la rotación se tensan, y las fibras cuya oblicuidad es inversa se distienden. El núcleo está fuertemente comprimido y su tensión interna aumenta proporcionalmente con el grado de rotación.

- Cizallamiento: está ligada al movimiento de flexión del tronco y es mayor cuanto mayor es dicha inclinación.

Durante las actividades de la vida diaria, el disco se carga de una manera compleja y normalmente se somete a una combinación de compresión, flexión y torsión.

## Modificaciones del disco durante los movimientos del raquis cervical
Durante los movimientos cervicales, la columna y en especial el disco sufren modificaciones. Entre estos movimientos encontramos:
- Durante la flexión cervical: el cuerpo de la vértebra suprayacente se inclina y se desplaza hacia delante, disminuyendo el grosor de la porción anterior del disco. El núcleo pulposo se desplaza entonces hacia atrás. Se tensarán las fibras posteriores del anillo fibroso mientras ocurre un bostezo en las carillas articulares.

- Durante la extensión cervical: el cuerpo de la vértebra suprayacente se inclina y se desplaza hacia atrás, disminuyendo el grosor de la porción posterior del disco. El núcleo pulposo se desplaza entonces hacia adelante. Se tensarán las fibras anteriores del anillo fibroso mientras ocurre un bostezo en las articulaciones cigapofisarias

- En la latero-flexión cervical: el cuerpo de la vértebra suprayacente se inclina hacia la concavidad y se desplaza hacia la convexidad. Las carillas articulares del lado de la inclinación de imbrican y las del lado contrario de desimbrican.

- En la rotación cervical: se produce un giro de la vértebra suprayacente hacia el lado de la rotación ocurriendo un cizallamiento del disco. Este movimiento está asociado a una inclinación hacia el lado contrario.

La presión intrínseca en descarga de un disco intervertebral no degenerado es de aproximadamente 10 N por centímetro cuadrado; esta presión o presolicitación resulta de las fuerzas ejercidas por los ligamentos longitudinales y el ligamento amarillo. Si el disco está cargado en compresión, la presión experimentada dentro del núcleo pulposo será proporcional a la carga de compresión a la que esté sometido el segmento al que pertenece dicho disco. Esta presión será aproximadamente 1.5 veces la carga de compresión aplicada externamente dividida por el área del disco.

## Estado de pre-compresión del disco intervertebral
Es importante destacar la distribución de las presiones ejercidas sobre el disco intervertebral como la compresión axial. El núcleo, soporta pues el 75% de la carga y el anillo el 25%. El núcleo actúa como distribuidor de la presión en sentido horizontal sobre el anillo.
En la compresión vertical, se transmite la fuerza por la periferia a razón de 28 kg por centímetro lineal y de 16 kg por centímetro cuadrado. Estas fuerzas varíen en función de la posición de la columna o la suspensión de carga; En flexión anterior de tronco aumenta a 56 cm² y 87 de fuerza lineal. Durante el enderezamiento aumenta hasta 107 kg/cm² y 174 kg por centímetro lineal. La presión en el núcleo es constante, debido a su estad hidrófilo, que hace que se hinche dentro de su compartimento inextensible. Se acerca a un estado de pretensión, que le permite al disco intervertebral, resistir mejor las fuerzas de compresión y de inflexión. Cuando un disco está expuesto a una presión axial asimétrica, la meseta vertebral superior sufre un a inflexión hacia el lado con más carga, desplazándose en un ángulo de oscilación.

## Mecanismo de auto estabilidad del disco intervertebral
Está ligado al mecanismo de pretensión, y relaciona la pareja funcional entre el anillo y el núcleo, cuya eficacia depende de la integridad de ambos elementos, es decir que si se altera la presión interna, o disminuye la capacidad de contención de anillo, pierde la eficacia de esta pareja funcional. Otro mecanismo que explica también el estado de pretensión del disco, esta en relación con las reacciones elásticas demostradas por Hirsch, en la que cargas excesivas y repetidas, rompen la fibras del anillo por alteración de la curva oscilante, representada por la progresión de espesor del disco ante las cargas normales en las que se amortigua al instante.

## La migración de agua en el núcleo pulposo
El núcleo pulposo reposa en la parte central de la meseta vertebral, parte cartilaginosa, pero con numerosos poros microscópicos que comunican el compartimiento del núcleo pulposo con el tejido esponjoso situado bajo la meseta vertebral. Cuando se ejerce una presión importante sobre el eje del raquis, como es el caso de la influencia del peso del cuerpo en bipedestación, el agua que contiene la sustancia cartilaginosa del núcleo pulposo pasa a través de los orificios de la meseta vertebral hacia el centro de los cuerpos vertebrales: se trata de la salida de agua fuera del núcleo pulposo. Si se mantiene esta presión estática durante todo el día, a últimas horas de la noche, el núcleo pulposo está menos hidratado que al inicio del día.
Por el contrario, en el transcurso de la noche, el decúbito supino, los cuerpos vertebrales ya no sufren la presión axial ejercida por la acción de la gravedad, sino únicamente la del tono muscular. En este periodo de descarga, la hidrofilia del núcleo pulposo atra el agua que retorna de los cuerpos vertebrales hacia el núcleo. El disco recobra de nuevo su grosor inicial. De modo que el ser humano es más alto por la mañana que por la noche. Al ser el estado de precompresión más acentuado por la mañana que por la noche, la flexibilidad raquídea también es mayor al comienzo de la jornada.
La presión de imbibición del núcleo pulposo es considerable, ya que puede alcanzar los 250 mmHg. Con la edad, este estado de imbibición disminuye al igual que la hidrofilia, provocando una disminución del estado de precompresión. Este hecho explica la disminución tanto de estatura como de flexibilidad raquídea en los ancianos.

## Comparación del núcleo pulposo con una rótula
El núcleo pulposo tiene forma de esfera y está aprisionado entre dos mesetas vertebrales (es como una bola entre dos planos).
A este tipo de articulación se le llama de rótula y nos permite movimientos en 6 grados de libertad:
- flexo-extensión (plano sagital). El núcleo pulposo se desplaza hacia delante (en extensión) o hacia atrás (en flexión).

- inclinación a cada lado (plano frontal). El núcleo pulposo se desplaza hacia la convexidad del segmento.

- deslizamiento sagital.

- deslizamiento transversal.

- rotación izquierda / derecha: se tensan las fibras oblicuas del anillo, siendo su dirección contraria a la rotación. Esto expulsa el núcleo a través de las fisuras del anillo.

Estos movimientos son de escasa amplitud pero podemos ampliarlos gracias a la suma de numerosas articulaciones de este tipo.

## Lesiones

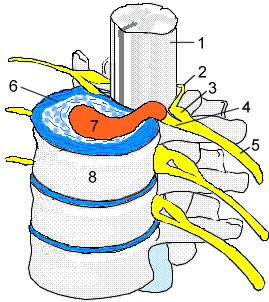
Esquema de una parte de la columna vertebral de un humano. Los números 6 y 7 corresponden a un disco intervertebral.

Cuando el disco intervertebral es joven posee un aspecto húmedo. Esta humedad va desapareciendo (deshidratación del cuerpo) con el paso de la edad, lo que limita la capacidad protectora del disco y supone una degeneración del disco. De esta manera, la capacidad protectora de los discos se ve limitada por su rigidez y los impactos no pueden ser absorbidos en la misma proporción, con lo que se acelera el desgaste natural de las vértebras.
Las tensiones repetidas pueden degenerar las fibras del disco, y desgarrar, deformar o romper el anillo fibroso y liberar el núcleo pulposo. Al liberarse el núcleo, este ejerce presión sobre el nervio causando lesiones discales y dolor y, en ocasiones, puede afectar a las piernas. Debido a que la zona lumbar sufre mayor desgaste por movimientos, estos problemas suelen originarse en la cuarta o quinta lumbar o al inicio del hueso sacro.
El dolor suele notarse con más agudeza al doblarse o girarse, por lo que es más intenso al sentarse que al permanecer erguido. La forma de detectar este problema a través del historial es al padecer fuerte dolor de espalda en la zona lumbar, así como dolor en piernas hormigueo y entumecimiento. Cuando la hernia discal afecta a las piernas, se conoce el problema como ciática o ciatalgia causada por movimientos excesivamente bruscos o traumatismos que hayan afectado a la columna.

## Calcificación del Disco
La calcificación de disco es un dato que se nota en estudios de imágenes, en el momento de una operación, o en la autopsia. No es un diagnóstico ni una enfermedad. Ocurre cuando los discos intervertebrales que están entre los huesos de la columna vertebral muestran depósitos de calcio en el núcleo pulposo, en el anillo externo, o en la placa de cartílago que está cerca del disco (condrocalcinosis). Los depósitos son un signo de cambios degenerativos en la estructura del disco, y por lo general no causan síntomas. Sin embargo, los depósitos de calcio se pueden agrandar y multiplicar, lo que crea a la postre un área rígida y calcificada. Los depósitos aparecen en las radiografías y suelen encontrarse de manera coincidental durante un examen por otro problema. También cabe hacer notar que si bien la calcificación de disco es un dato en imágenes radiográficas y puede presentar una ocasión para incapacidad, no es una enfermedad. La calcificación de disco se observa con mayor frecuencia en la parte toracolumbar de la columna vertebral.

## Artrosis vertebral
La artrosis vertebral se produce por el normal desgaste del disco intervertebral. En la juventud, es espeso y de consistencia gelatinosa. A medida que transcurren los años, pierde grosor y varía su consistencia. A partir de los treinta años es normal que la radiología muestre signos iniciales de artrosis vertebral a algún nivel de la columna. De hecho, los ancianos sanos suelen perder estatura porque al perder grosor sus discos, las vértebras se aproximan. Si una persona, con sus hábitos, sobrepeso o esfuerzos, hace que un segmento de su columna soporte a menudo mucha carga, puede acelerar el desgaste del disco intervertebral correspondiente.

### Síntomas
En contra de lo que se creía antiguamente, actualmente se sabe que no causa dolor. Tal vez, la disminución de la capacidad de amortiguación podría facilitar el desencadenamiento del mecanismo neurológico que puede desencadenar el dolor, pero los estudios realizados demuestran que no existe ninguna correlación entre el grado de desgaste del disco intervertebral y la existencia o no de dolor.

### Riesgos
Cuando el disco está muy desgastado y amortigua mal el peso, el exceso de carga que transmite al hueso hace que este pueda deformarse, formando un puente con la vértebra inferior: es el denominado osteofito. Aunque no suele plantear problemas ni causar dolores, a veces puede comprimir un nervio. En este caso, sí puede provocar dolores o pérdida de fuerza, y puede ser necesario operarlo.

### Indicaciones
En casos de degeneración discal, se recomienda no operar salvo en circunstancias excepcionales, que incluyen el que no estén disponibles en el entorno geográfico concreto otras técnicas no quirúrgicas que han demostrado ser eficaces. En esos casos, se plantea la artrodesis.

### Patología discal
Involución fisiológica discal y discopatía degenerativa. Son las alteraciones que se producen con la edad en el disco intervertebral. Se produce:
1. Gran deshidratación. En el joven, la parte central del disco es blanda y mucoide y con la edad se hace seca y más fibrosa, debido a su deshidratación.
2. Aumento de colágena no adecuada.
3. Alteración de los mucopolisacáridos. Se producirá una despolimerización de los MPS con disminución del condroitínsulfato. La unión de la proteína con el polisacárido se pierde, por lo que el núcleo pierde su carácter de gel, alterándose sus propiedades físicas.
4. Alteración del contenido lípido. Hoy es menos conocida.

El núcleo pulposo con la edad o condiciones patológicas pierde sus polisacáridos y proteoglicanos; en consecuencia, el núcleo tiene una menor hidrofilia, pierde turgencia y será menos capaz de absorber las cargas.
Cambios bioquímicos
El disco se hace más rígido, sufre una pérdida creciente de elasticidad, movilidad y capacidad de reparto de cargas, y una progresiva invasión de fibrocartílago procedente del anillo, se hace grumoso y termina por desestructurarse y fragmentarse; la capacidad de imbibición del núcleo disminuye y la cantidad de colágeno aumenta. La presión menor del núcleo pulposo disminuye la tensión a la que está sometido el anulus y este se va a abombar, quedando así bajo una compresión excesiva que lleva a la fisurización. Tanto en el anillo como en el núcleo surgen fisuraciones, lo cual da lugar a que se pierdan pequeños fragmentos o secuestros del núcleo. Estas fisuras se perciben en discografías y en las radiografías como imágenes en vacío. La fisurización procede de la deshidratación del disco. Hablamos de deshidratación cuando la cantidad de agua en el núcleo pulposo y en el anillo fibroso es
menor de 70%. Con la fisurización del anillo fibroso hay salida del material del núcleo pulposo y pérdida de altura del disco intervertebral. Esta situación empeora con las situaciones cotidianas producidas por la acción de la carga sobre los discos ya de por sí fibrosados por la edad. Este cuadro de origen primario en la desecación del núcleo pulposo se denomina discopatía degenerativa.
Factores responsables de la degeneración discal. Los factores responsables de este proceso son:
1. Genéticos (muy dudosos).
2. Autoinmunes: Se piensa que es al ponerse en contacto con las proteínas del disco con la circulación general. La protrusión discal actuaría de antígeno y pondría en marcha el mecanismo linfocitario.
3. Anomalías congénitas: tal como la espina bífida, desarrollo asimétrico de carillas, etc. que llevan a una alteración discal, vertebral, por encima del defecto.
4. Postura: malas posturas pueden ser fatales para el raquis cervical y lumbar y la misma posición erecta pueden deteriorar el disco.

Papel de traumatismos y postura
Dentro de la patología discal será fundamental la biomecánica de la columna vertebral. Así, al recoger o levantar pesos, la carga se acumula fundamentalmente sobre los discos lumbares. Sin embargo, el trabajo intelectual sobrecargará los discos cervicales debido a la posición de la cabeza al estudiar. En individuos hipotónicos, en los que el tono muscular está muy disminuido, la patología aparecerá más precozmente y de forma más acentuada apareciendo discopatías y dolor.
El otro origen de las lesiones discales son traumatismos únicos y violentos, como al levantar un peso excesivo, que someten al anillo a una carga superior a su resistencia, o bien traumatismos reiterados que no permiten una recuperación normal de la turgencia del núcleo, como en trabajos que exigen una posición forzada continua y monótona que mantienen alguna parte del anillo bajo compresión continua; así sucede, sobre todo en discos de orientación oblicua, como en L5-S1. También se da cuando existen malas costumbres al sentarse. Para evitar que se produzca patología al levantar peso, lo más adecuado es hacerlo con las rodillas y la cadera flexionadas (posición en cuclillas), en vez de levantarlo con las piernas rectas, flexionando únicamente el raquis.

## Hernia discal
La palabra hernia procede del latín (rotura) o del griego (protusión). Es una alteración o pérdida la capacidad del organismo de mantener ese tejido en buen estado. La hernia discal es una enfermedad en la que parte del disco intervertebral (núcleo pulposo) se desplaza hacia la raíz nerviosa, la presiona y produce lesiones neurológicas derivadas de esta lesión. Pueden ser contenidas (solo deformación, también llamada protrusión discal) o con rotura. Presenta diferentes grados:
- Grado I: sin déficit neurológicos.

- Grado II: déficit propioceptivos.

- Grado III: paresia no ambulatoria.

- Grado IV: paresia no ambulatoria con signos de retención urinaria.

- Grado V: paresia no ambulatoria, signos de retención urinaria y ausencia de sensibilidad profunda.

La mayoría de los casos de hernia discal se producen en la región lumbar (95% en L4-L5 y L5-S1). El segundo sitio más común es la región cervical (C5-C6, C6-C7). La región torácica representa sólo el 0,15% y el 4,0% de los casos. Según su localización distinguimos:

### Cervical
Las hernias discales de la zona cervical se dan con mayor frecuencia entre la C5-C6 y C6-C7. Los síntomas pueden afectar a la parte posterior del cráneo, el cuello, la cintura escapular, escápula, el hombro, brazo y mano. Los nervios del plexo cervical y del plexo braquial pueden verse afectados.

### Torácica
Los discos torácicos son muy estables y por lo que las hernias en esta región son muy raras. Las hernias discales de la zona torácica superior pueden simular hernias de disco cervical.
La mayoría de los pacientes con hernia discal torácica responden favorablemente a un tratamiento no quirúrgico, se ha descrito incluso un caso aislado de una regresión de una gran hernia discal dorsal en TAC y RM así como desaparición de la sintomatología (Morandi). La cirugía está indicada en el caso raro de herniación torácica aguda con un déficit neurológico progresivo (signos o síntomas de mielopatía a nivel de médula torácica). Una vez que se haya decidido la intervención quirúrgica es preciso hacer una cuidadosa planificación preoperatoria.
El nivel de la hernia, su localización anatómica y la morfología de la herniación se deben determinar para seleccionar el abordaje óptimo. La laminectomía posterior está en desuso. Los cirujanos pueden aún escoger entre el abordaje anterior, lateral y posterior para la intervención quirúrgica de un disco intervertebral torácico. En el caso de la vía anterior el tratamiento es problemático por la dificultad de esta vía. En el caso de la vía posterior el problema reside en el poco espacio entre el saco dural y el canal espinal comparado con la región cervical y lumbar. Además las hernias dorsales están a menudo calcificadas. Indicaciones:
- La pósterolateral (transpedicular) en casos de dolor radicular con discos herniados en sentido lateral.
- La lateral (Costotransversectomía) en hernias extremadamente laterales.
- Transtorácicos en hernias situadas en la línea media.Otra opción es la vía toracoscópica mediante endoscopio.

### Lumbar
Las hernias discales de la zona lumbar se dan con mayor frecuencia entre L4-L5 y L5-S1. Los síntomas pueden afectar a la zona baja de la espalda, las nalgas, los muslos, región anal o genital región (a través del nervio perineal), y puede extenderse en el pie. El nervio ciático es el nervio más comúnmente afectado, causando los síntomas de la ciática. El nervio femoral también puede verse afectado y hacer que el paciente experimente una sensación de entumecimiento, hormigueo a lo largo de una o ambas piernas y hasta los pies.

### Fases de la hernia discal
Se clasifican en tres grupos grupos:
- Fisura. Es debido a una rotura de los anillos más próximos al núcleo pulposo, debido a las fuertes presiones que tiene que soportar. No existe afectación neurológica.
- Protusión discal. Es una deformación de los anillos fibrosos del disco, sin que exista rotura de los mismos. Si con el tiempo la presión continúa produce una deformación en su estructura y provoca una afectación neurológica. :Empiezan los primeros síntomas de la hernia discal. los primeros síntomas son: dolor de espalda y la afectación sobre el recorrido del nervio ciático
- Hernia discal. Es la degeneración y rotura de fibras del anillo fibroso. Esto provoca la salida de parte del contenido del núcleo hacia el exterior del disco. Si la presión en la que se ve sometida el disco es mayor que la que este puede soportar, se produce la hernia discal. En este caso la afectación neurológica es importante.

En conclusión, la compresión de los nervios en el agujero intervertebral señala a una hernia discal, la cual, se caracteriza por la salida del núcleo pulposo a través del anillo fibroso posterolateralmente hacia el conducto vertebral o el agujero intervertebral. Los ligamentos pueden resultar afectados por la hernia, pero no son los responsables de la compresión de las raíces de los nervios espinales.

## Tratamiento
1. Potenciación muscular: Si se fortalecen los músculos intervertebrales, se estabiliza el segmento intervertebral (aunque no mejore la patología discal). Con ello, se logra, en la mayor parte de los pacientes, la desaparición del dolor y una mejora de su calidad de vida. La Potenciación Muscular Selectiva (PMS®) ha demostrado ser segura y eficaz en el tratamiento de estas patologías.
2. Tratamientos pasivos: El masaje y la electroterapia (ultrasonidos, interferenciales) son utilizados para la disminución de los síntomas.
3. Tratamiento quirúrgico: Está justificado ante un proceso neurológico en progresión (p.e. ciatalgia en la que incrementan el dolor y la impotencia funcional de forma progresiva) o en aquellos casos en los que los métodos conservadores no mejoran la sintomatología en un plazo prudencial. La cirugía no es la única opción, y en los casos en que es necesaria debe ir precedida o seguida de la Potenciación Muscular Selectiva (PMS®) para obtener resultados óptimos a largo plazo.

### Tratamientos quirúrgicos
Entre los tratamientos quirúrgicos de la hernia de disco podemos destacar las siguientes técnicas:
- Discectomía: tiene como fin extraer exclusivamente el material discal herniado, sin romper ni extraer el hueso vertebral.

- Microdiscectomía: se trata de una discectomía que se realiza usando un microscopio, con una incisión y manipulación quirúrgica muy pequeña, de manera que estos pacientes necesitan un plazo de recuperación muy breve.

- Laminotomía: Consiste en extirpar una porción de la lámina vertebral, lo que provoca una descompresión de la raíz nerviosa.

- Laminectomía: esta técnica consiste en quitar toda la lámina de una vértebra, lo que también provoca una descompresión de la raíz nerviosa. Además este procedimiento se usa en casos de estenosis espinal, para descomprimir la médula.

- Artrodesis: esta técnica consiste en fijar dos vértebras. Se puede hacer colocando un injerto de hueso entre ambas vértebras lo que denominariaos una artrodesis no instrumentada o bien, usando además unas placas metálicas para fijar ambos cuerpos vertebrales lo que llamamos una artrodesis instrumentada. A veces, también se realiza tras hacer una laminectomía, para evitar la inestabilidad de la vértebra cuya lámina se extrae.

### Tratamiento fisioterapéutico
El tratamiento con ejercicios en la hernia discal debe llevarse a cabo una vez que ya se ha pasado la fase aguda del dolor y nunca hacerlos antes. En una hernia de disco el reposo en cama no puede excederse de los tres o cuatro días. El programa de ejercicios debería ser supervisado por un fisioterapeuta, ya que es transcendental para avanzar con el tratamiento y saber cuándo se debe pasar a otro nivel.
En la primera etapa de actividad se debe realizar con ejercicios aeróbicos, siendo el más aconsejable el caminar, porque se puede controlar el movimiento y minimizar la presión discal, por efecto del impacto contra el suelo.
Luego es necesario comenzar con ejercicios de estiramiento de piernas y muy suavemente de la zona lumbar. Hay que evitar la flexión del tronco cuando se está sentado o cuando se está de pie con las piernas estiradas, ya que es ahí donde más presión sufre el disco. Ejemplo de estiramiento: situarse de espaldas al suelo. Flexionar una pierna con el pie contra el piso. Elevar la otra en semiflexión, ayudándote con ambos brazos, llevando suavemente la rodilla hacia el pecho. Eleva también levemente la cabeza.
La segunda etapa, consiste en incrementar el trabajo aeróbico, aprender posturas para levantar pesos y comenzar con ejercicios de fuerza isométrica. La tercera etapa, empieza a las ocho semanas hasta las doce, y se debe seguir durante toda la vida a modo de prevención. En esta etapa, se hacen ejercicios de estabilización lumbar, de fuerza, de flexibilidad y aeróbicos ampliando la gama de posibilidades.
Es importante mantener la capacidad de contracción, la flexibilidad lumbar, la fortaleza abdominal y el tono muscular general.

### Prótesis de disco intervertebral
En ocasiones, la solución es reemplazar por completo el disco intervertebral por una prótesis artificial. Se considera esta posibilidad cuando la degeneración del disco conlleva una protrusión de este, cuando el paciente es joven (para evitar que haya una pérdida grande de su calidad de vida) o cuando este desea mantener la movilidad.
El objetivo de estas prótesis es que desarrollen un comportamiento muy similar al que realizan los discos intervertebrales, y puedan aportar el movimiento que estas daban.